# Nodi lymphoidei intercostales

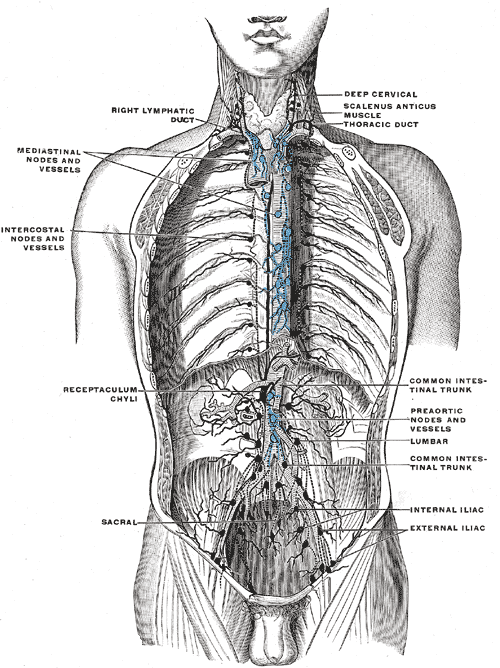
Tiefe Brustlymphknoten, die Nodi lymphoidei intercostales sind als intercostal nodes auf der rechten Körperseite links im Bild beschriftet.

Die Nodi lymphoidei intercostales sind eine Gruppe von Lymphknoten, die rückenseitig im Zwischenrippenraum nahe der Rippenköpfchen liegen. Sie nehmen die Lymphe aus den Zwischenrippenräumen und dem Wandblatt der Pleura auf. Der Lymphabfluss erfolgt in den Ductus thoracicus, rechts auch in den Ductus lymphaticus dexter, von den unteren Zwischenrippenräume in die Cisterna chyli.